# Pseudocassidulinoides
Pseudocassidulinoides es un género de foraminífero bentónico de la subfamilia Cassidulininae, de la familia Cassidulinidae, de la superfamilia Cassidulinoidea, del suborden Buliminina y del orden Buliminida. Su especie tipo es Pseudocassidulinoides galoa. Su rango cronoestratigráfico abarca el Mioceno inferior.

## Discusión
Clasificaciones previas incluían Pseudocassidulinoides en el suborden Rotaliina del orden Rotaliida.

## Clasificación
Pseudocassidulinoides incluye a las siguientes especies:
- Pseudocassidulinoides galoa